# جون بومان (سياسي أمريكي)
جون بومان هو سياسي أمريكي، ولد في 29 أغسطس 1782، وتوفي في 14 سبتمبر 1853. انتخب عضو جمعية ولاية نيويورك ‏ وانتخب عضو مجلس ولاية نيويورك ‏.